# Gustav Ortner (Physiker)
Gustav Ortner (* 31. Juli 1900 in Haus, Steiermark; † 24. November 1984 in Afling, Kematen in Tirol) war ein österreichischer Physiker. Er galt als Pionier der Kernphysik in Österreich.

## Leben
Gustav Ortner studierte von 1918 bis 1923 Mathematik und Physik an der TU Wien. 1923 wurde er zum Dr. phil. promoviert und war von 1924 bis 1939 Wissenschaftlicher Assistent am Institut für Radiumforschung der Akademie der Wissenschaften. 1932 habilitierte er sich.
Am 21. Mai 1938 beantragte er die Aufnahme in die NSDAP und wurde rückwirkend zum 1. Mai desselben Jahres aufgenommen (Mitgliedsnummer 6.133.286). 1939 wurde er zum außerordentlichen Universitätsprofessor ernannt und war, in Nachfolge von Stefan Meyer, bis 1945 Direktor des Instituts für Radiumforschung der Akademie der Wissenschaften. 1945 wurde Ortner von der Universität Wien mit einem Lehrverbot belegt und seine Akademie-Angehörigkeit ruhend gestellt und erst 1948 wiederhergestellt. Von 1950 bis 1955 war Ortner Professor für Physik an der Universität Kairo. 1956 wurde er wissenschaftlicher Beamter im Staatsdienst und übernahm die Leitung des Atominstituts Wien (ab 1959: Atominstitut der österreichischen Universitäten); ab 1961 war Ortner zusammen mit Fritz Regler dessen Vorstand. Zudem war er von 1960 bis zu seiner Emeritierung 1970 Professor für Kernphysik an der Technischen Hochschule Wien.
Arbeits- und Forschungsgebiete waren die Spektroskopie der Röntgenstrahlen, Radioaktivität und Messtechniken der Kernphysik, Neutronenphysik und Ionenbeweglichkeitsspektren, kosmischer Strahlung und Kernreaktoren.
Ortner war Herausgeber der Zeitschrift „Atomkernenergie“ sowie korrespondierendes (1941) und ordentliches Mitglied der Österreichischen Akademie der Wissenschaften (1964). Er wurde 1967 mit dem Erwin Schrödinger-Preis der Akademie der Wissenschaften für sein Lebenswerk ausgezeichnet.
Er war verheiratet mit der Physikerin Felicitas Weiss von Tessbach (1904–1983). Aus der Ehe stammte der Diplomat Gustav Ortner als eines von sechs Kindern.

## Schriften
- Zur Herstellung von Radium C. (Band 1 und 2), Hölder-Pichler-Tempsky 1925, zusammen mit Hans Pettersson
- Die Komponenten der Kβ1-Linie von Eisen und seinen Verbindungen, 1926
- Die Verwendung von Elektronenröhrenverstärkern zur Zählung von Korpuskularstrahlen, Hölder-Pichler-Tempsky 1928, zusammen mit Georg Stetter
- Messung starker Poloniumpräparate durch den Ladungstransport der emittierten α-Partikeln, 1929
- Zur Rekrystallisation von gepresstem Steinsalz, Hölder-Pichler-Tempsky 1930
- Untersuchung der Linien Kupfer Kα1, α2, β1 und Eisen Kα1, α2, β1 mit einem Doppelkrystallspektrometer, 1931
- Über die Wahl der Koppelungselemente beim Bau eines Verstärkers mit kleiner Zeitkonstante, 1933
- Atomzertrümmerungsversuche mit Radium-B+C als Strahlungsquelle (Methodik, Band 1), Hölder-Pichler-Tempsky 1933, zusammen mit Georg Stetter
- Zur Radioaktivität von Samarium, Hölder-Pichler-Tempsky 1934, zusammen mit Josef Schintlmeister
- Zur Messung der natürlichen Breite von Röntgenlinien, Hölder-Pichler-Tempsky 1935, zusammen mit Richard Zentern
- Die Reaktion schneller Neutronen mit Stickstoff- und Neonkernen, Hölder-Pichler-Tempsky 1939, zusammen mit Gerhard Protiwinsky
- Über die durch Höhenstrahlung verursachten Kernzertrümmerungen in photographischen Schichten, Hölder-Pichler-Tempsky 1940
- Atome und Strahlen, 1947
- Atome und Strahlen, Springer Wien 2013, ISBN 978-3-7091-3559-4 (Neuauflage)